# Audience of One (Rise Against)
Audience of One è il secondo singolo del quinto album Appeal to Reason della band melodic hardcore Rise Against. È stato pubblicato il 15 gennaio 2009.

## Formazione
- Tim McIlrath - voce, chitarra
- Zach Blair - chitarra, cori
- Joe Principe - basso, cori
- Brandon Barnes - batteria